# Pterocactus tuberosus
Pterocactus tuberosus är en kaktusväxtart som först beskrevs av Louis Ludwig Karl Georg Pfeiffer, och fick sitt nu gällande namn av Nathaniel Lord Britton och Joseph Nelson Rose. Pterocactus tuberosus ingår i släktet Pterocactus och familjen kaktusväxter. Inga underarter finns listade i Catalogue of Life.

## Bildgalleri

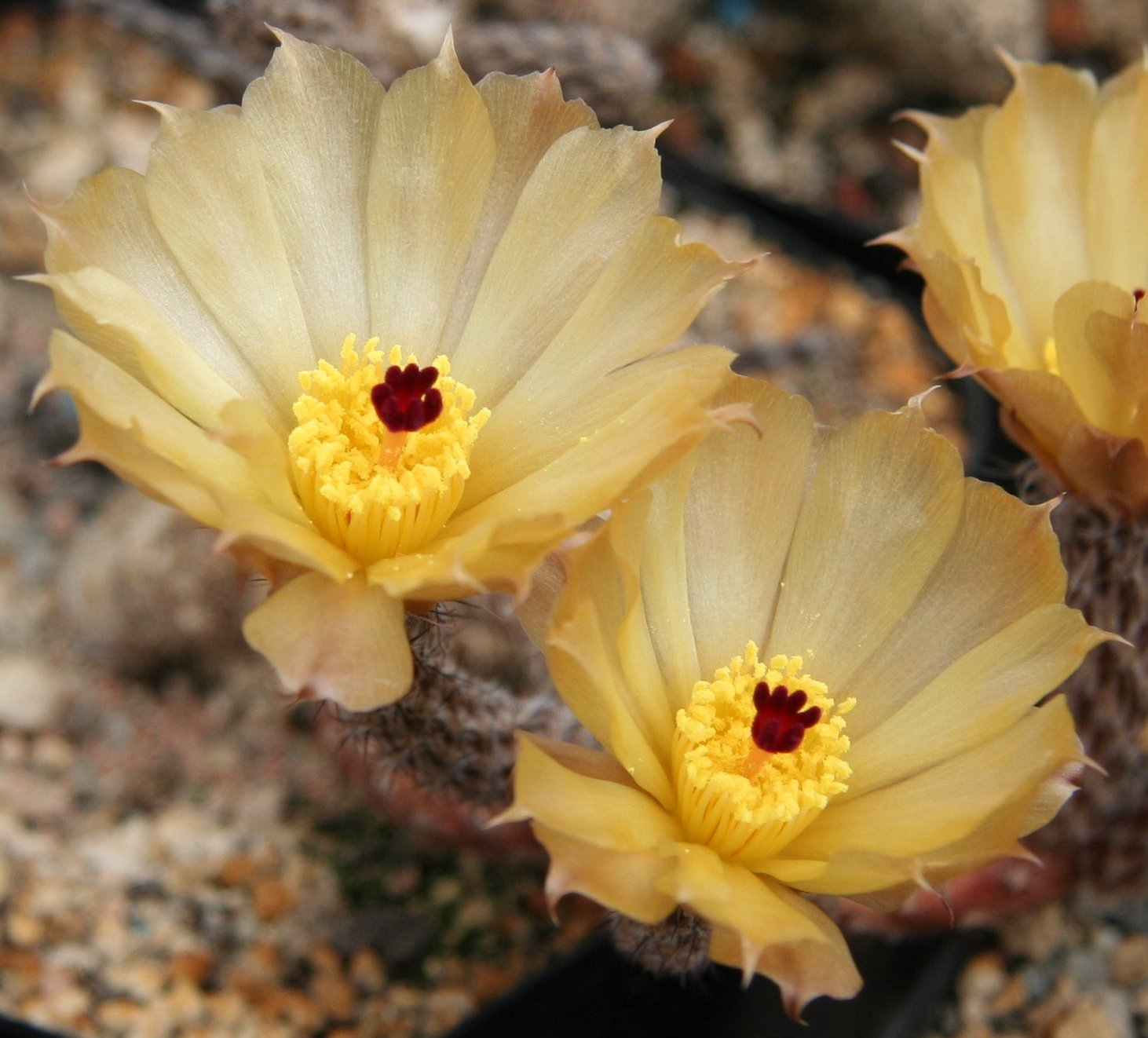
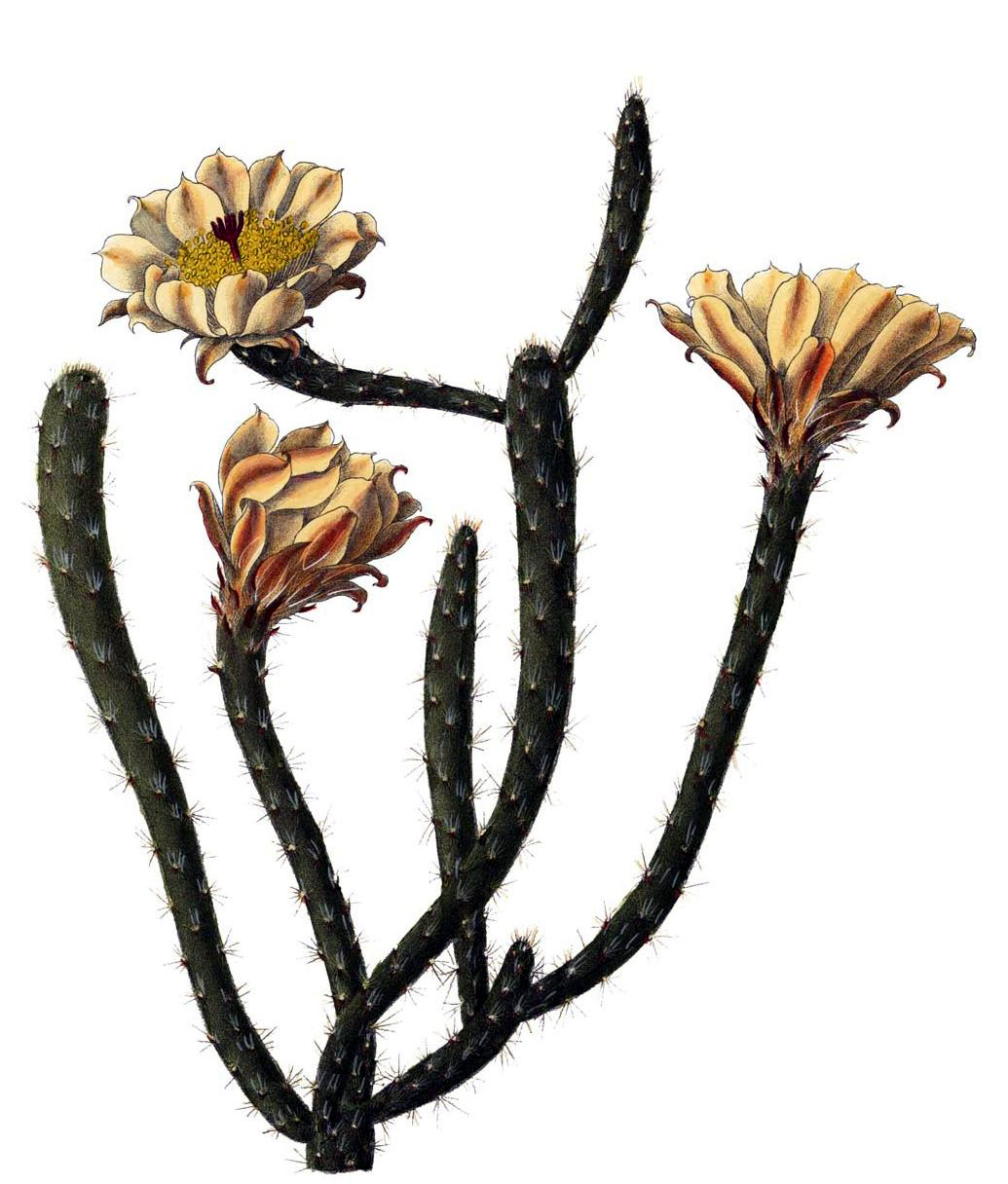